# Adamo (nome)
Adamo  è un nome proprio di persona italiano maschile.

## Varianti
- Maschili
  - Alterati: Adamino[4], Adamuzzo[2], Adamello[4]
  - Ipocoristici: Damino[4]
- Femminili: Adama[4]
  - Alterati: Adamina[4]
  - Ipocoristici: Damina[4]

### Varianti in altre lingue
- Albanese: Adam, Adham, Adem
- Arabo: آدم (Adam)[1]
- Bosniaco: Adem
- Catalano: Adam
- Ceco: Adam[1][3]
- Curdo: Adem
- Croato: Adam[1]
- Danese: Adam[1]
- Ebraico: אָדָם (Adam, Adham)[1][4]
- Estone: Aadam
- Finlandese: Aatami[1][3]
- Francese: Adam[1][3]
- Galiziano: Adán
- Greco biblico: Αδάμ (Adam)[1][4]
- Hawaiiano: Akamu[1][3]
- Gallese: Adda[3]
- Inglese: Adam[1]
  - Femminili: Adamina[1]
- Irlandese: Ádhamh[1][3]
- Islandese: Adam
- Latino: Adam[1][2][4], Adamus[2]
- Ligure: Adammo[5]
- Lituano: Adomas[1]
- Lettone: Ādams
- Macedone: Адам (Adam)[1]
- Norvegese: Adam[1]
- Olandese: Adam[1][3]
- Polacco: Adam[1][3]
  - Ipocoristici: Adaś
- Portoghese: Adão[1][3]
- Rumeno: Adam[1]
- Russo: Адам (Adam)[1][3]
- Scozzese: Àdhamh[3]
- Serbo: Адам (Adam)
- Slovacco: Adam[1]
- Spagnolo: Adán[1][3]
- Svedese: Adam[1]
- Swahili: Adamu
- Tedesco: Adam[1][3]
- Turco: Adem[1], Âdem
- Ucraino: Адам (Adam)[1]
- Uzbeco: Odam
- Ungherese: Ádám[1]
- Vallone: Adan

## Origine e diffusione

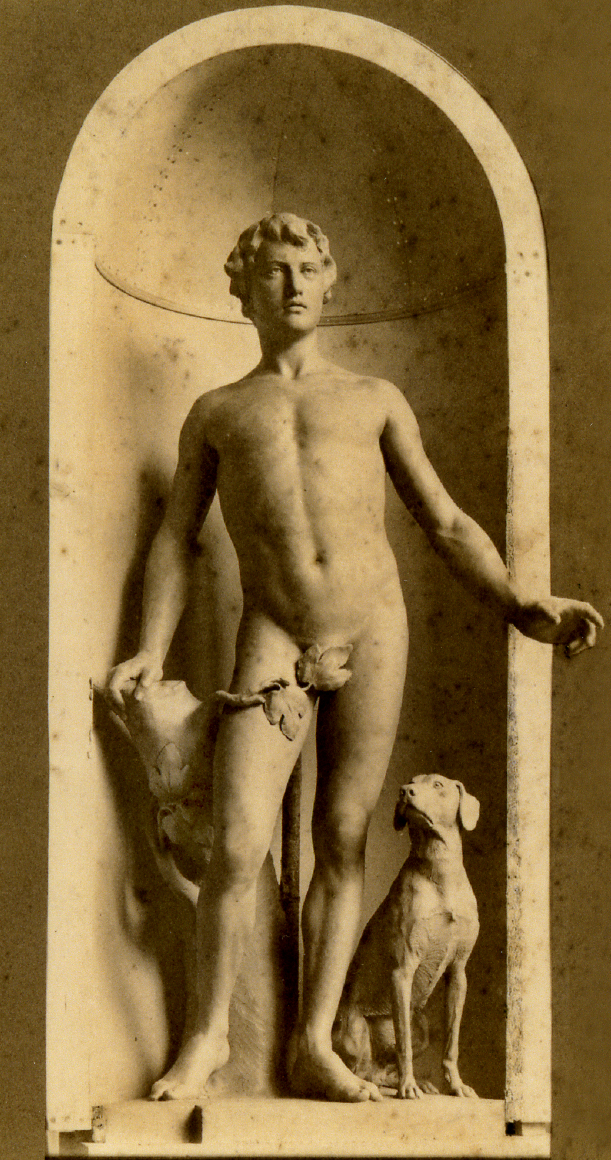
Statua di Adamo sulla Brautpforte del municipio di Amburgo, di Jacob Ungerer

Nome di origine biblica, nell'Antico Testamento Adamo è il nome del primo uomo, creato da Dio con la terra; nella forma Adamu, inoltre, il nome si ritrova nella lista dei re Assiri riportata su un documento dell'inizio del I millennio a.C..
Dal punto di vista dell'origine, continua l'ebraico אָדָם (Adam), che significa letteralmente "uomo", "essere umano", usato anche per far riferimento all'umanità in generale (il che lo rende semanticamente analogo al nome Enosh). L'origine etimologica di tale termine è dibattuta: potrebbe basarsi sull'accadico adamu ("fare", "creare"), con il significato di "che è stato creato", "creatura".
Nella Genesi ebraica, tramite un gioco di parole intraducibile, si suggerisce una derivazione dall'ebraico אֲדָמָה ('adamah, "terra", "suolo"), ma si tratta più probabilmente di una paretimologia; altre derivazioni plausibili sono dall'ebraico אדם ('adam, adom, "rosso", "essere rosso"), forse in riferimento al colore della pelle umana o al colore del terreno, o da dam ("sangue"), tutti termini risalenti a una radice comune. Tra i vari significati proposti per queste derivazioni vi sono "creato dal suolo", "creatura della terra", "terra rossa" e altri.

## Onomastico
L'onomastico può essere festeggiato in memoria di più santi, alle date seguenti:
- 3 maggio, beato Adamo di Cantalupo in Sabina, religioso[8]
- 16 maggio, sant'Adamo, abate di San Savino a Fermo[4][8]
- 16 maggio, beato Adamo degli Adami, predicatore francescano presso Fermo[4][8]
- 3 giugno, beato Adamo di Guglionesi, monaco[8]
- 5 giugno, beato Adamo Arakava, laico, martire a Shiki[8]
- 8 settembre, beato Adam Bargielski, sacerdote e martire a Dachau[8]
- 22 dicembre, beato Adamo di Loccum, sacerdote cistercense della Sassonia[9]
- 25 dicembre, sant'Adam Chmielowski (in religione Alberto), religioso[10]

## Persone

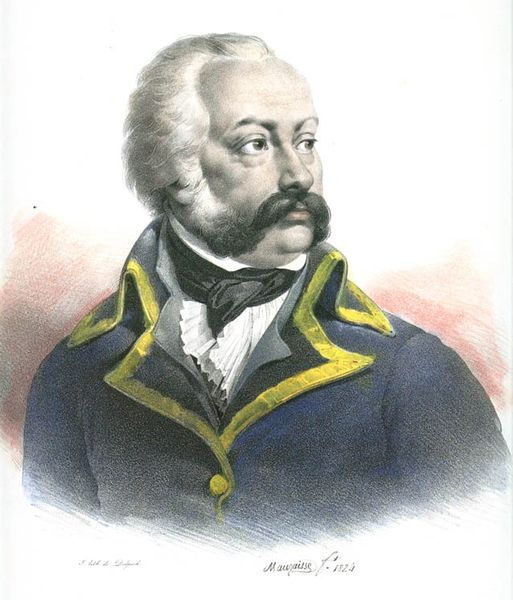
Adamo Filippo de Custine

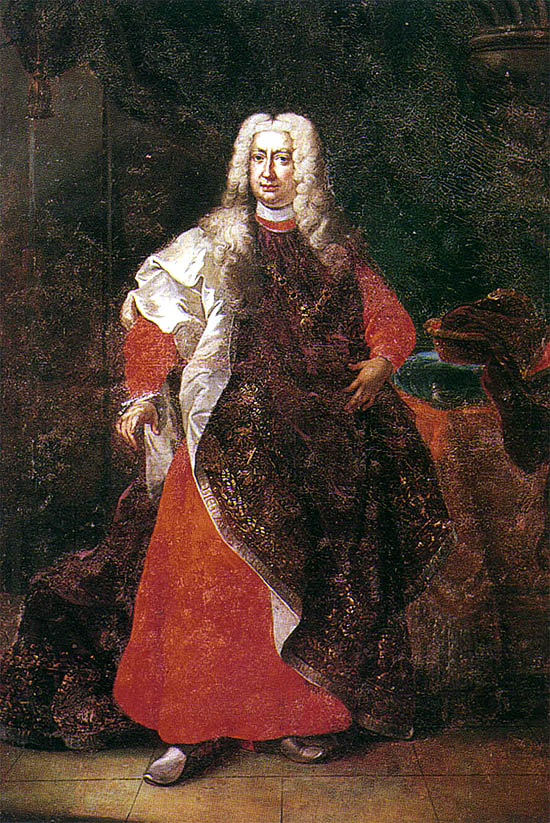
Adamo Francesco Carlo di Schwarzenberg

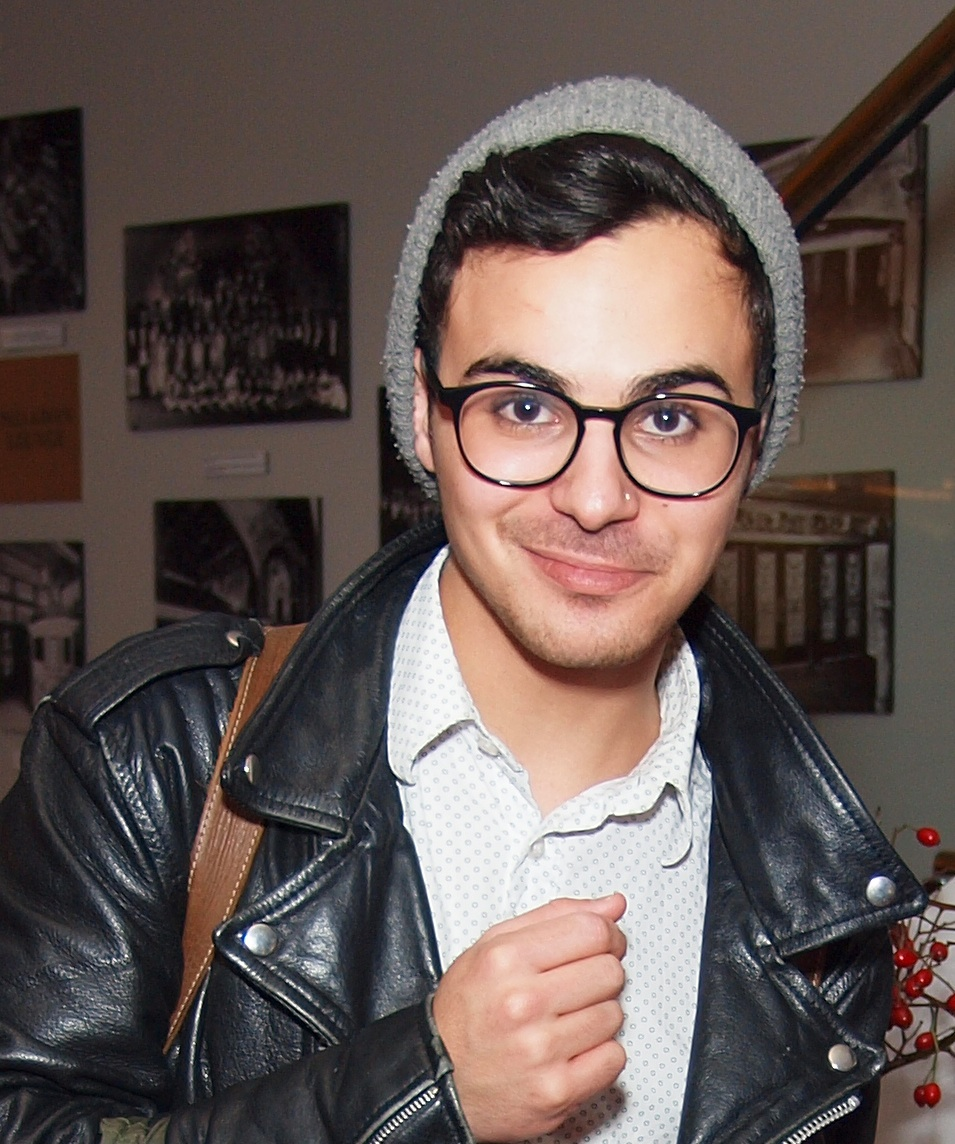
Adamo Ruggiero

- Adamo d'Arogno, architetto svizzero
- Adamo da Brema, storico e teologo tedesco
- Adamo di Fulda, monaco e musicista tedesco
- Adamo di Kilconquhar, nobile scozzese
- Adamo di Marsh, teologo britannico
- Adamo di Montaldo, monaco e poeta italiano
- Adamo di Perseigne, abate francese
- Adamo del Petit-Pont, vescovo cattolico e filosofo britannico
- Adamo di San Vittore, religioso e poeta francese
- Adamo di Schwarzenberg, ufficiale tedesco
- Adamo Francesco Carlo di Schwarzenberg, feldmaresciallo austriaco
- Adamo Venceslao di Teschen, duca di Teschen
- Adamo Alberti, attore italiano
- Adamo Antonacci, regista, sceneggiatore, attore montatore italiano
- Adamo Bianchi, tenore italiano
- Adamo Boari, architetto e ingegnere italiano
- Adamo Centurione, condottiero italiano
- Adamo Coulibaly, calciatore francese
- Adamo Filippo de Custine, generale francese
- Adamo Grilli, medico italiano
- Adamo Lucchesi, esploratore italiano
- Adamo Marcori, compositore italiano
- Adamo Puccini, calciatore italiano
- Adamo Pulchrae Mulieris, scrittore francese
- Adamo Roggia, calciatore italiano
- Adamo Rossi, patriota, bibliotecario ed erudito italiano
- Adamo Ruggiero, attore canadese
- Adamo Scoto, scrittore britannico
- Adamo Tadolini, scultore italiano
- Adamo Zanelli, politico, antifascista e partigiano italiano

### Variante Adam
- Adam Brody, attore statunitense

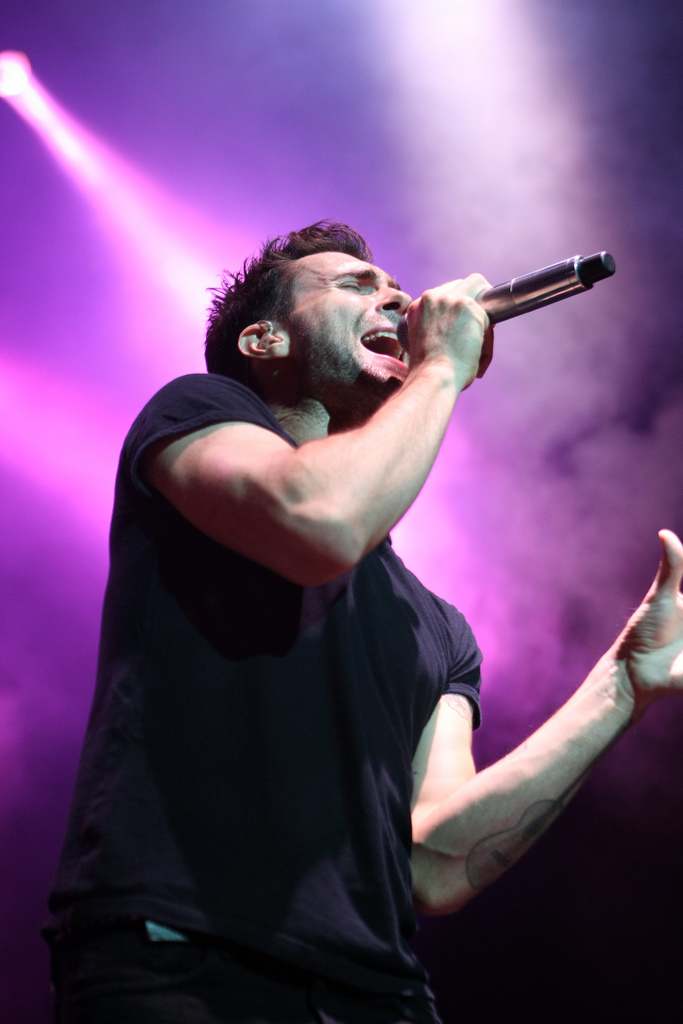
Adam Levine

- Adam Copeland, wrestler e attore canadese
- Adam Lambert, cantautore e attore statunitense
- Adam Levine, cantautore e produttore discografico statunitense
- Adam Lindsay Gordon, poeta, fantino e politico australiano
- Adam Mickiewicz, poeta e scrittore polacco
- Adam Opel, imprenditore tedesco
- Adam Patačić, arcivescovo cattolico e nobile croato
- Adam Ries, matematico, scienziato e storico tedesco
- Adam Sandler, attore, sceneggiatore e produttore cinematografico statunitense
- Adam Smith, filosofo ed economista scozzese
- Adam van Lintz, poeta e matematico olandese
- Adam West, attore e doppiatore statunitense

### Variante Ádám
- Ádám Bogdán, calciatore ungherese
- Ádám Hanga, cestista ungherese
- Ádám Komlósi, calciatore ungherese
- Ádám Madaras, pentatleta ungherese
- Ádám Marosi, pentatleta ungherese
- Ádám Pintér, calciatore ungherese
- Ádám Simon, calciatore ungherese

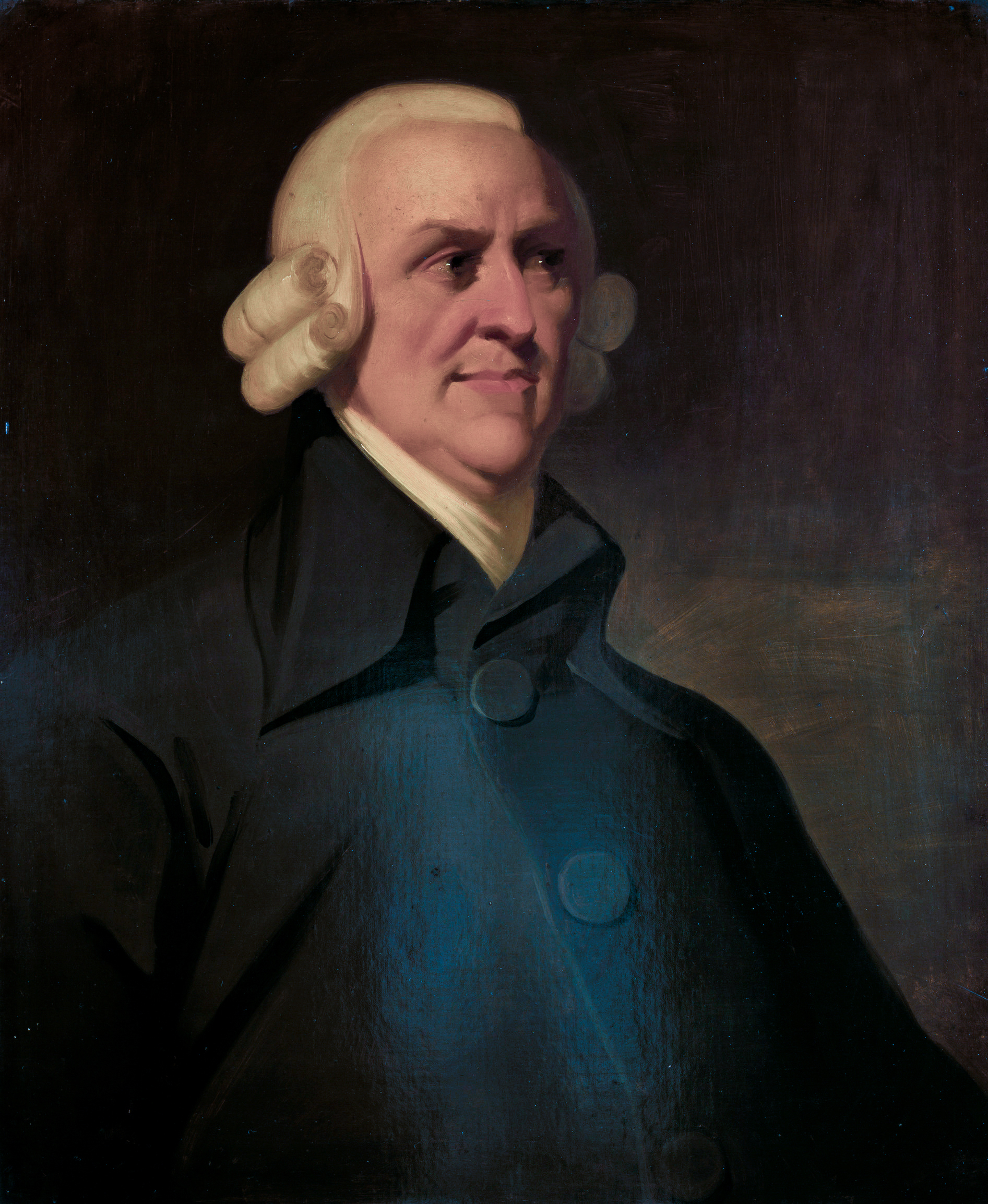
Adam Smith

- Ádám Steinmetz, pallanuotista ungherese
- Ádám Szalai, calciatore ungherese
- Ádám Vass, calciatore ungherese
- Ádám Vizler, schermidore ungherese

### Variante Adem
- Adem Güven, calciatore norvegese
- Adem Jashari, militare albanese
- Adem Koçak, calciatore turco
- Adem Ljajić, calciatore serbo

### Variante Adán
- Adán Balbín, calciatore peruviano
- Adán Godoy, calciatore cileno
- Adán Loizo, calciatore argentino

### Variante Adão
- Adão Nunes Dornelles, calciatore brasiliano

## Il nome nelle arti
- Adam Bonner è un personaggio del film del 1949 La costola di Adamo, diretto da George Cukor.
- Adamo Pontipee (nome originale Adam Pontipee) è un personaggio del film del 1954 Sette spose per sette fratelli e dei musical teatrali tratti da esso.
- Adam Dalgliesh è il protagonista di alcuni libri gialli scritti da P.D. James.
- Adam Link è un personaggio della serie di romanzi Adam Link - Robot, scritti da Eando Binder.
- Adam Carrington è un personaggio della soap opera Dynasty.
- Adam Monroe è un personaggio della serie televisiva Heroes.
- Adam Mayfair è un personaggio della serie televisiva Desperate Housewives.
- Adam Page, ring name del wrestler dell'AEW Stephen Woltz.
- Adam Samuelle è un personaggio della serie televisiva Nikita.
- Adam Strange è un personaggio della serie televisiva Adam Strange.
- Adamo Basettoni è personaggio dei fumetti Disney.
- Adam Strange e Black Adam sono personaggi dei fumetti DC Comics.
- Adam Neramani, più noto come Adam X the X-Treme, e Adam Warlock sono due personaggi dei fumetti Marvel Comics.
- Adam è il vero nome di Revolver Ocelot, un personaggio della serie di videogiochi Metal Gear.
- Adam Ruzek è un personaggio della serie televisiva Chicago PD.